# نهيان بن زايد آل نهيان
نهيان بن زايد آل نهيان هو الابن الثامن للشيخ زايد بن سلطان آل نهيان مؤسس دولة الإمارات العربية المتحدة.
يشغل منصب رئيس مجلس أمناء مؤسسة زايد للأعمال الإنسانية والخيرية، بالإضافة إلى منصب رئيس مجلس أبوظبي الرياضي، كما سبق له أن شغل منصب نائب رئيس نادي الوحدة الرياضي في أبوظبي، ورئيس الحرس الأميري.

## أشعاره
الشيخ نهيان بن زايد آل نهيان أيضاً شاعر، وقد تغنى بأشعاره الكثير من المطربين ومنها:
- مهما جرى : من ألحان وغناء عيضة المنهالي  و قد كانت هذه الأغنية بالتحديد بداية انطلاقة مسيرة الفنان والشاعر عيضة المنهالي في مجال الغناء والتلحين بعد أن أمضى قرابة سبع سنوات في مجال الشلات
- نسيم المطلعي : من ألحان وغناء عيضة المنهالي
- أهواه : من ألحان وغناء عيضة المنهالي
- متكبر علينا : من ألحان أحمد الهرمي وغناء راشد الماجد
- أغلى الناس : من ألحان وغناء عيضة المنهالي
- عالي مستواه : من غناء حسين الجسمي و تنسب هذه القصيدة خطأ للشيخ زايد بن سلطان آل نهيان
- تزعل وأراضيك : من ألحان علي كانو و غناء حمد العامري
- سود العيون : من ألحان وغناء عيضة المنهالي
- لو يسألوني عنك : من ألحان عيضة المنهالي، و هو دويتو بين عيضة المنهالي و ديانا حداد
- وجد قلبي : من ألحان وغناء حسين الجسمي، و هي مغناة بإيقاع العيالة
- زايد الثاني:[1] من ألحان وغناء حسين الجسمي، وقد أهدى الشيخ نهيان بن زايد هذه القصيدة لأخاه غير الشقيق الشيخ محمد بن زايد آل نهيان - رئيس دولة الإمارات العربية المتحدة الحالي عام 2021، أي عندما كان الأخير ولياً لعهد أبوظبي.

## حياته الخاصة

### نسبه
نهيان بن زايد بن سلطان بن زايد بن خليفة بن شخبوط بن ذياب بن عيسى بن نهيان بن فلاح بن هلال بن فلاح بن محمد بن سلطان بن محمد بن هلال بن جبلة بن أحمد بن إياس بن عبد الأعلم بن برسم بن الأسعد بن حبيب بن عمرو بن كاهل بن أسلم بن تدول بن تيم اللات بن رفيدة بن ثور بن كلب بن وبرة بن تغلب بن حلوان بن عمرو بن الحافي بن قضاعة.
واختُلف في نسب قضاعة:
- فقيل: هو قضاعة بن مالك بن حمير بن سبأ بن يشجب بن يعرب بن قحطان [2]
- وقيل: قضاعة بن معد بن عدنان

### زواجه وأبناؤه
متزوج من الشيخة ميثاء بنت محمد بن خالد بن سلطان بن زايد بن خليفة آل نهيان، و متزوج سابقا من الشيخة سلامة بنت محمد بن بطي آل حامد القبيسي. أما ابناؤه فهم:
- زايد بن نهيان آل نهيان.
- روضة بنت نهيان آل نهيان.
- محمد بن نهيان آل نهيان.